# Richard Andrews

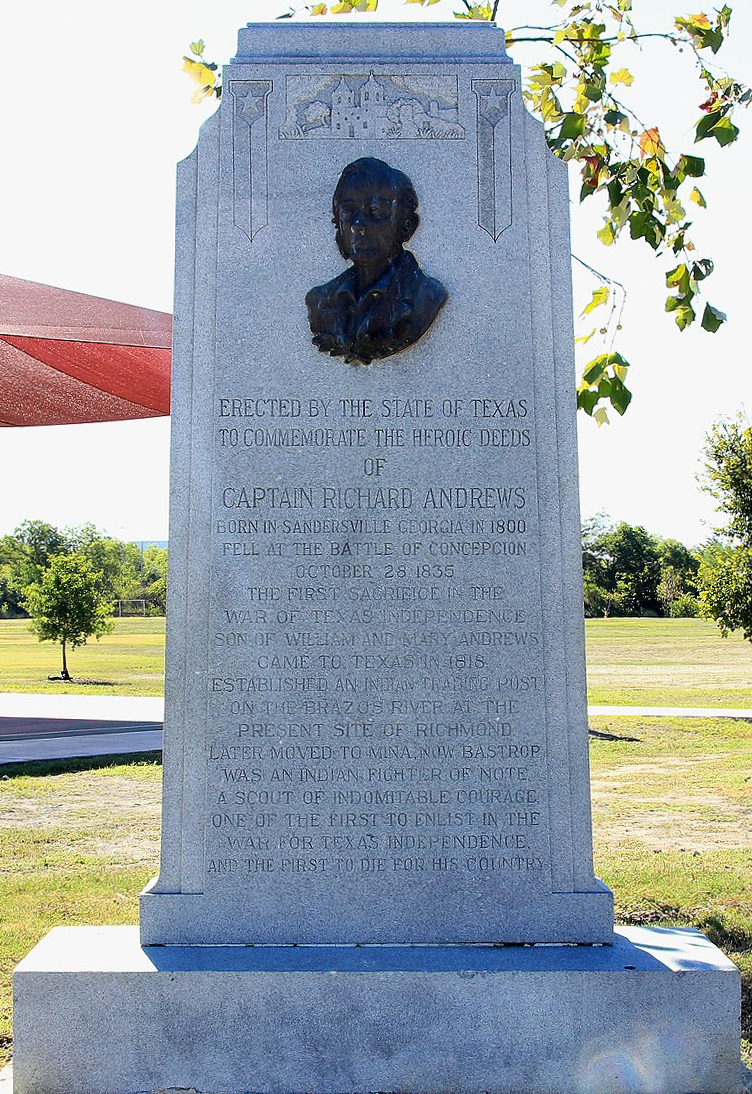
Monumento do Centenário do Texas de 1936

Richard Andrews (falecido em 28 de outubro de 1835) foi o primeiro rebelde texiano morto durante a Revolução do Texas.

## Biografia
Andrews, um índio guerreiro, se juntou ao exército do Texas no início da Revolução do Texas. Richard Andrews foi apelidado de "Big Dick" por causa de seu grande tamanho e força. Ele foi ferido na batalha de Gonzales em 2 de outubro de 1835. Ele lutou na batalha de Concepción. Ele foi o único texano morto na batalha de Concepción, em 28 de outubro de 1835.